# Quebrada de Río Grande
Quebrada de Río Grande är ett periodiskt vattendrag i Chile.   Det ligger i regionen Región de Antofagasta, i den norra delen av landet, 1 200 km norr om huvudstaden Santiago de Chile.